# 現代怪奇絵巻
『現代怪奇絵巻』（げんだいかいきえまき）は、根本尚による日本の漫画作品。『週刊少年チャンピオン』（秋田書店刊）に2006年から2008年まで連載されていた。

## 概要
話数カウントは「巻（かん）-」。はじめは1話読切の予定が、いつのまにか本格連載になったらしい。
各回ごとに2つのテーマがあり、それに則った身近なネタが恐怖的に誇張されて、巻末に毎週2ページずつ計4ページ掲載されていた。作者は、この4ページのために毎回10ページ以上のネームを描いていたという。
傾向としては中学生から高校生に多いあるあるネタが中心となっている。作者のブログによると、対象は中学2年生らしい。
主人公的なキャラクターは登場しない（それ故、水島新司の漫画家生活50周年のお祝いメッセージのイラストが自画像のようなものだった）が、「ムルルの大地」・「ニョッキ」・「週刊少年シーラカンス」・「邪王（じゃおう）」・「田舎メイド レベッカ」など、数回登場したグッズ・キャラクターもいる。
ちなみに「週刊少年シーラカンス」と「田舎メイド レベッカ」は、作者のほかの連載でも出続けるらしい。また「田舎メイド レベッカ」は「現代怪奇絵巻」が連載終了した今でも、頻繁にチャンピオンの読者コーナー、西口プロレス認定 チャンピオン投稿コロシアムにイラストが投稿されている。
2007年第12号では巻頭カラーで、第31号では3本立て（計6話分、12ページ）、第34号では水島新司の漫画家生活50周年の特集の都合で2ページ、2008年第15号では200回記念で2本（4話）掲載された。
3年間連載され、全279話（全558ページ）だが、未だに単行本は発売されていない。また作者自身もブログ上で「単行本は出ない」とコメントしている。